# Eulithis achatinata
Eulithis achatinata là một loài bướm đêm trong họ Geometridae.